# Вињарело (Новара)
Вињарело је насеље у Италији у округу Новара, региону Пијемонт.
Према процени из 2011. у насељу је живело 61 становника. Насеље се налази на надморској висини од 122 м.